# Александров, Владимир Яковлевич
Влади́мир Я́ковлевич (Я́нкелевич) Алекса́ндров (9 ноября (22 ноября) 1906, Черкассы, Киевская губерния, Российская империя — 5 октября 1995, Санкт-Петербург, Российская Федерация) — советский и российский биолог и цитолог. Доктор биологических наук, профессор. Лауреат Сталинской премии второй степени (1943).

## Биография
Родился 9 (22) ноября 1906 года в Черкассах (ныне Украина) в интеллигентной еврейской семье. Отец — Янкель Эльевич Александров (р. 1869) — провизор, владелец аптеки, закончивший медицинский факультет Киевского университета. Мать — Софья Яковлевна — учительница. Старший брат — Илья — был членом большевистской подпольной ячейки и вступил в РККА, погиб в 1921 году на польском фронте.
В 1923 году семья переехала в Петроград. Александров, получив частные уроки русского языка, поступил на биологическое отделение физико-математического факультета Петроградского университета (окончил — в 1929 году).
В 1929−1930 годах — работал сотрудником Петергофского естественно-научного института.
В 1930—1934 годах — аспирант в Государственном рентгеновском, радиологическом и раковом институте под руководством А. А. Заварзина. Там же работала и жена В. Я. Александрова — Зинаида Ивановна Крюкова. После окончания аспирантуры — старший научный сотрудник, а с 1939 года — заведующий лабораторией экспериментальной биологии и гистологии института. С 1934 года — совмещал эту работу с должностью старшего научного сотрудника Всесоюзного института экспериментальной медицины, где работал в Отделе общей морфологии под руководством Д. Н. Насонова.
С июля 1941 года Д. Н. Насонов и В. Я. Александров ушли добровольцами на фронт, где служили в составе 13-й стрелковой дивизии в санитарном взводе медсанбата, занимаясь вопросами хозяйственного обеспечения фронта. В блокадном Ленинграде в 1942 году умерли родители Александрова. В блокированном городе Александров посещал библиотеку Академии Наук, где обнаружил среди новых поступлений (которые не прекращались и в дни блокады) совместную с Насоновым публикацию в шведском журнале «Acta zoologica» с изложением денатурационной теории.

В 1943 году отозван с фронта как доктор наук, работал в Троицке Челябинской области в ветеринарном институте, получив там звание профессора. В 1943 году Д. Н. Насонов и В. Я. Александров получили Сталинскую премию второй степени (100 000 рублей) за написанную в 1940 году книгу «Реакция живого вещества на внешние воздействия», половину которой передали в Фонд обороны:
Глубокоуважаемый Иосиф Виссарионович! 
Мы очень просим Вас принять в фонд Красной Армии 50 000 рублей из суммы, полученной нами в качестве премии за наши работы в области биологии. 
Лауреаты Сталинской премии Д. НАСОНОВ и В. АЛЕКСАНДРОВ 
Примите мой привет и благодарность Красной Армии, Дмитрий Николаевич и Владимир Яковлевич, за Вашу заботу о Вооружённых силах Советского Союза. 
И. СТАЛИН
Газета «Известия», 3 апреля 1943 года
После окончания войны Александров переехал в Москву (где короткое время работал в Институте цитологии, гистологии и эмбриологии AH СССР), затем — в Ленинград (из филиала ВИЭМ был создан Институт экспериментальной медицины АМН СССР).
В период событий августовской сессии ВАСХНИЛ 1948 года и цитологического совещания 22 мая 1950 года вступил в противостояние с Т. Д. Лысенко и О. Б. Лепешинской, был причислен к деятелям «реакционного вирховианства». В письме в адрес ЦК КПСС Б. П. Токин обвинял Александрова в создании в институте еврейской масонской ложи и группы сионистского типа. В результате проведённых в институте ВИЭМ кадровых чисток был ликвидирован Отдел общей морфологии, в который входили лаборатории Александрова и Насонова, а последний был снят с поста директора института. Об этих событиях в 1993 году В. Я. Александров написал книгу «Трудные годы советской биологии».
После увольнения занимался переводами (перевёл труд Б. Ромейса «Микроскопическая техника») и опытами в домашних условиях.
В 1952 году принят на работу в Ботанический институт AH СССР.
С 1955 году руководил группой сотрудников Института цитологии АН СССР.
С 1957 году — возглавлял лабораторию цитофизиологии и цитоэкологии Ботанического института АН СССР.
В 1960-е годы руководил группой из пяти сотрудников биологического факультета МГУ.
Умер 5 октября 1995 года в Санкт-Петербурге.

## Сочинения
- В. Я. Александров. «О причинах коллоидальных изменений протоплазмы и увеличения сродства её к красителям под влиянием повреждающих воздействий». Архив анат. гистол., эмбриол. 1939. Т. 22, N 1. Сер. С. C.11-43.
- Д. Н. Насонов и В. Я. Александров. «Реакция живого вещества на внешние воздействия.» М.- Л., Изд-во АН СССР,1940. 252 с.
- В. Я. Александров. «Специфическое и неспецифическое в реакции клетки на повреждающие воздействия» Тр. Ин-та цитол.,гистол., эмбриол.1948. Т.3, N 1. C. 3-82.
- В. Я. Александров. «О связи между теплоустойчивостью пртоплазмы и температурными условиями существования.» ДАН СССР. 1952. Т. 83, N 1. C. 149−152.
- В. Я. Александров. «Цитофизиологический анализ теплоустойчивости растительных клеток и некоторые задачи цитоэкологии. Ботан.журн.1956.Т. 41, N 7. C. 939—961.
- В. Я. Александров. О биологическом смысле соответствия уровня теплоустойчивости белков температурным условиям существования вида.» Успехи соврем.биол. 1965. Т. 60, N 1. C. 28-44.
- V.Ya. Alexandrov. «Conformational flexibility of proteins, their resistence to proteinases and temperature conditions of life.» Curr. Mod. Biol. 1969. Vol. 3. P. 9-93.
- В. Я. Александров. «Проблема поведения на клеточном уровне.» Успехи соврем. биол. 1970. Т.69, вып. 2. C. 220—248.
- V.Ya.Alexandrov. «Cell reparation of non-DNA injury.» Internat. Rev. Cytol.1979. Vol. 60. P. 334—269.
- V.Ya.Alexandrov. «Functional aspects of cell response to heat shock». Intern. rev.Cytol. 1994. V. 148. P.171.